# 柏榆镇
柏榆乡，是中华人民共和国辽宁省铁岭市西丰县下辖的一个乡镇级行政单位。

## 行政区划
柏榆乡下辖以下地区：
福善村、解放村、世昌村、骏业村、文安村、鹿鸣村、福合村、柏榆村和禄房村。